# Bestek'81

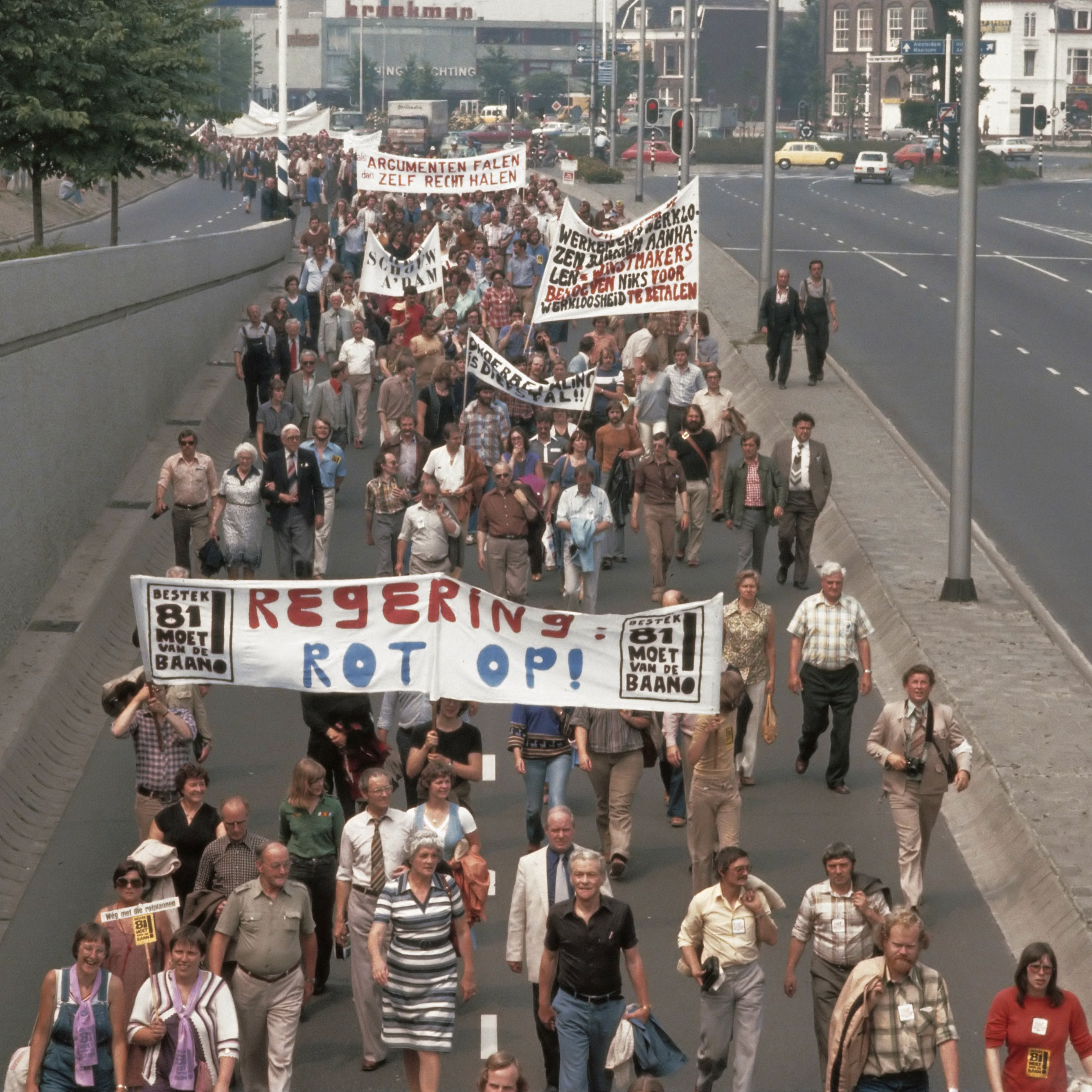
Demonstratie in Utrecht tegen Bestek'81 (1978)

Bestek'81 was een nota die in de zomer van 1978 werd uitgebracht door het Nederlandse kabinet Van Agt-Wiegel. Bestek'81 beschreef het voorgenomen sociaal-economisch beleid tot en met 1981. 
Centrale punten waren de ontkoppeling van de uitkeringen en de overheidssalarissen van de loonontwikkeling in het bedrijfsleven. Ook moest de markt meer ruimte krijgen. 
Het plan stuitte op hevig verzet in de samenleving. Van de uitvoering kwam weinig tot niets terecht, ook al omdat de fractievoorzitter van het CDA Ruud Lubbers de tijd er nog niet rijp voor achtte. Na twee jaar kreeg de minister van Financiën Frans Andriessen er genoeg van. Hij diende in 1980 zijn ontslag in; hij kon naar eigen zeggen zo niet werken. 